# 729–720 př. n. l.
Století: 9. století př. n. l. – 8. století př. n. l. – 7. století př. n. l.
Roky: 749 – 740 739 – 730 – 729–720 př. n. l. – 719 – 710 709 – 700

## Události
- 728 – Pianchi vpadl do Egypta, dobyl Memfis a podmanil si nilskou deltu. Založil tím 25. dynastii.
- 727 – Babylonie se po smrti Tiglatpilesara III. na krátko osamostatnila.
- 724 – Asyřané započali čtyřleté obléhání Týru.
- 722 – Asyrský král Salmanassar V. po necelých třech letech obléhání dobyl město Samaří. Zaniká Izraelské království, dočasně i jeho jednotlivé kmeny.
- 722 – Na asyrský trůn usedá král Sargon II.
- 722 – 710 se Babylonie pod vládou Marduk-apla-iddina II. nakrátko osvobozuje z asyrského područí
- 720 – Asyřané odtáhli od Týru po čtyřech letech s nepořízenou.
- 710 – Sargon II. vyhání Marduk-apla-iddina II. z Babylonu, ten je opět vazalským státem Asýrii.

## Úmrtí
- 727 – Tiglatpilesar III., asyrský král
- 722 – Salmanassar V., asyrský král

## Hlava státu
- Médie – Deiokés
- Urartu – Rusa I.
- Asýrie – Tiglatpilesar III. (†727), Salmanassar V. (†722), Sargon II.
- Judské království – Achaz
- Egypt – Osorkon IV. (22. dynastie), Iupet (23. dynastie), Tefnacht (24. dynastie), Pianchi (25. dynastie)
- Babylónie – Marduk-apla-iddina II.,